# Jörgen Persson
Lars-Erik Jörgen Persson (Halmstad, 22 aprile 1966) è un tennistavolista svedese.
Persson ha rappresentato la Svezia in ogni Olimpiade da quando è stato introdotto il tennistavolo come disciplina del programma olimpico fino al 2012, vantando quindi la presenza in 7 Olimpiadi (record assoluto per un tennistavolista condiviso con Segun Toriola, Olofunke Oshonaike, Zoran Primorac e Jean-Michel Saive). 
Ha inoltre vinto la Coppa del mondo individuale nel 1991.

## Medagliere

### Campionati mondiali
- 1987 - Argento (A squadre)
- 1989 - Oro (A squadre) e Argento (Singolo)
- 1991 - Oro (A squadre e singolo) e Bronzo (Doppio)
- 1993 - Oro (A squadre)
- 1995 - Argento (A squadre)
- 1997 - Argento (Doppio)
- 2000 - Oro (A squadre)
- 2001 - Bronzo (A squadre)

### Campionati europei
- 1986 - Oro (A squadre e singolo)
- 1988 - Oro (A squadre) e Argento (Doppio)
- 1990 - Oro (A squadre)
- 1992 - Oro (A squadre e in doppio)
- 1994 - Argento (A squadre)
- 1996 - Oro (A squadre e in doppio) e Argento (Singolo)
- 1998 - Bronzo (A squadre)
- 2000 - Oro (A squadre)
- 2002 - Oro (A squadre)

## Olimpiadi
Singolo
- 1988 - 7°
- 1992 - 5°
- 1996 - NP
- 2000 - 4°
- 2004 - 9°
- 2008 - 4°

Doppio
- 1988 - 7°
- 1992 - NP
- 1996 - 5°
- 2000 - NP
- 2004 - 5°

NP = Non piazzato/eliminato